# Troglocubanus
Troglocubanus is een geslacht van kreeftachtigen uit de klasse van de Malacostraca (hogere kreeftachtigen).

## Soorten
- Troglocubanus calcis (Rathbun, 1912)
- Troglocubanus eigenmanni (Hay, 1903)
- Troglocubanus gibarensis (Chace, 1943)
- Troglocubanus inermis (Chace, 1943)
- Troglocubanus jamaicensis Holthuis, 1963